# Benham Manufacturing Company
Benham Manufacturing Company war ein US-amerikanischer Hersteller von Automobilen.

## Unternehmensgeschichte
George Benham gründete 1914 das Unternehmen in Detroit in Michigan. Im Januar 1914 übernahm er die Reste der S & M Motor Company. Die Produktion von Automobilen, die als Benham vermarktet wurden, endete im September 1914. In dem Monat begann die Insolvenz. Insgesamt entstanden 19 Fahrzeuge.

## Fahrzeuge
Die Fahrzeuge entsprachen weitgehend den Modellen von S & M. Lediglich das Emblem auf dem Kühlergrill wurde ausgetauscht und weitere kleine Detailänderungen vorgenommen.
Das einzige Modell wurde Model 6-48 genannt. Dies waren Hinweise auf den Sechszylindermotor und 48 PS Leistung. Die Continental Motors Company lieferte den Motor. Das Fahrgestell hatte 330 cm Radstand. Zur Wahl standen zweisitziger Roadster, fünfsitziger Tourenwagen und siebensitziger Town Car.